# Бен Енгдаль
Бен Мікаель Бенгдаль (швед. Ben Mikael Engdahl, нар. 17 вересня 2003, Стокгольм, Швеція) — шведський футболіст, захисник клубу «Гаммарбю».

## Клубна кар'єра
Бен Енгдаль народився у Стокгольмі. Першим клубом у його кар'єрі була столична «Броммапойкарна». На початку 2020 року він приєднався до іншого клубу зі Стокгольму - «Гаммарбю». Восени 2021 року Енгдаль у складі клубу виступав у Юнацькій лізі УЄФА. 7 листопада футболіст вперше потрапив до заявки на матч Аллсвенскан, а перший матч в основі провів 21 листопада. коли вийшов на заміну у матчі проти «Дегерфорса».

## Виступи за збірні
З 2019 року Бен Енгдаль виступає за юнацькі збірні Швеції.

## Титули і досягнення
- Володар Кубка Швеції:

«Геккен»: 2024-25